# 帕古斯

9世纪勃艮第的帕古斯

帕古斯（拉丁语：pagus，复数为pagi）是西罗马帝国晚期戴克里先改革后诞生的隶属于行省的最小的行政区划。 
今法语“pays”，西班牙语“país”、“pago”，意大利语“paese”等词便来源于此。 